# 't Gulden Zeepaert (schip, 1626)

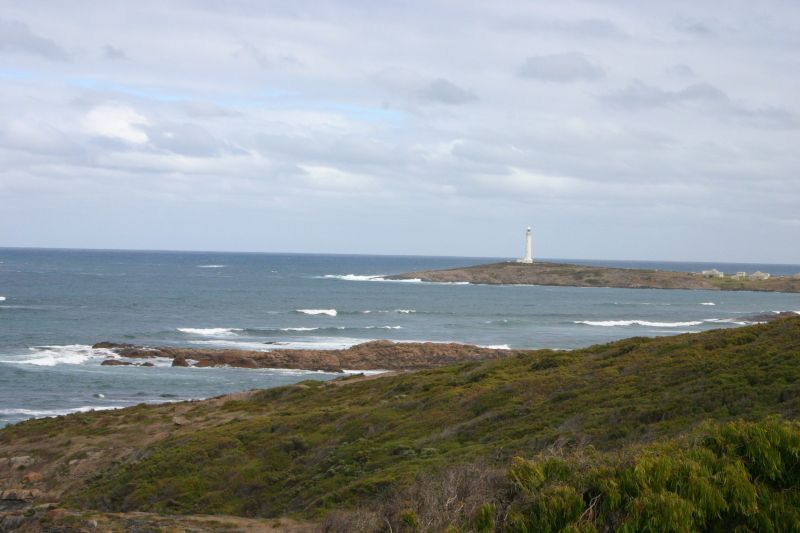
't Gulden Zeepaert voer langs Kaap Leeuwin

 't Gulden Zeepaert of het Gulden Seepaert was een schip van de VOC. 

## Beschrijving
Vroeg in het jaar 1627 maakte  't Gulden Zeepaert een tocht langs de zuidkust van Australië, vanaf Kaap Leeuwin in het zuidwesten van West-Australië naar de Nuyts Archipel in Zuid-Australië. Het schip was op 22 mei 1626 uit Nederland vertrokken en stond onder commando van François Thijssen. Aan boord was verder onder meer Pieter Nuyts, dan buitengewoon lid van de Raad van Indië. In januari 1627 werd Zuidland, bij Kaap Leeuwin bereikt. In plaats van nu naar het noorden, naar Batavia, te koersen, zoals was voorgeschreven (de zogenaamde Brouwer route), volgde het schip een 1.800 kilometer lang traject langs de zuidkust van Australië. Het schip bereikte uiteindelijk Sint Francis en de Sint Pieter-eilanden (tegenwoordig de Nuyts Archipel).
Omdat het logboek verloren is gegaan is niet precies bekend wat er tijdens de reis gebeurd is. De enige nog bestaande gegevens zijn afkomstig van een kaart, een korte referentie naar de reis in het registerboek over 1627 en staan in de instructies aan Gerrit Thomaszoon Pool (1636) en aan Abel Tasman (1644).  't Gulden Zeepaert bereikte uiteindelijk Batavia op 10 april 1627; uit gegevens blijkt dat dertig manschappen overleden tijdens de reis. Het land wat aangedaan was tijdens de reis werd later bekend als het land van Nuyts. Nuyts was ook aan boord van de Leeuwin geweest, dat in 1622 Kaap Leeuwin ontdekte.  't Gulden Zeepaert  was het dertiende schip geweest dat Australië aan had gedaan.
Aagtekerke · Akerendam · Amsterdam · Arnhem · Batavia · Bleijenburg · Concordia · De Dry Heuvels · De Dry Papegaijtiens · Dromedaris · Duyfken · Eendracht · Eendraght · Fortuyn · Geldermalsen · Gouden Buys · Goudriaan · 't Gulden Zeepaert · Halve Maen · Hof van Zeelandt · Hollandia · Landskroon · Leeuwin · Magdalena · Mauritius · Meermin · Midloo · Negotie · Nieuw Hoorn · Nieuwvliet · Nijenburg · Oude Zijpe (1711) · Oude Zijpe (1740) · Prins Willem · Rarop · Ravenstein · Ridderschap van Holland · Saerdam · Schiedam · Valkenbos · Vergulde Draeck · 't Vliegend Hert · Voetboog · Wapen van Amsterdam · 't Wapen van Hoorn · Westerbeek · Wimmenum · Zuytdorp · Zeewijk